# Hafetab Weldu
Hafetab Weldegebreal Weldu, né le 11 septembre 1996,, est un coureur cycliste éthiopien.

## Biographie
En 2016, Hatefab Weldu se révèle en devenant champion d'Éthiopie sur route. Il termine par ailleurs quatrième du Tour de l'Éthiopie Zeles Zenawi et treizième de la Tropicale Amissa Bongo. 
En 2017, il intègre l'équipe continentale Dimension Data-Qhubeka, réserve de la formation WorldTour Dimension Data. Bon grimpeur, il se distingue lors de la saison 2018 en terminant cinquième du Tour de la Vallée d'Aoste, quinzième du Tour de Haute-Autriche et dix-septième du Tour Alsace (septième d'une étape à la Planche des Belles Filles). Il se classe également vignt-troisième du Tour de l'Avenir, sous les couleurs du Centre mondial du cyclisme
En cours d'année 2019, il rejoint l'équipe allemande Bike Aid.

## Palmarès
- 2016
  -  Champion d'Éthiopie sur route
- 2017
  - 3e du championnat d'Éthiopie du contre-la-montre

## Classements mondiaux
| Année           | 2016 | 2017 | 2018   |
| --------------- | ---- | ---- | ------ |
| UCI Africa Tour | 103e |      | 73e    |
| UCI Europe Tour |      |      | 1 496e |